# Cossington (Leicestershire)
Cossington – wieś w Anglii, w hrabstwie Leicestershire. Leży 10 km na północ od miasta Leicester i 150 km na północny zachód od Londynu.